# Mecklenburg uralkodóinak listája
Az alábbi táblázat Mecklenburg uralkodóinak névsorát tartalmazza. Az első mecklenburgi hercegek  1348-ban kapott a német-római császártól hercegi címet, a bécsi kongresszuson a nagyhercegi címet.

## Mecklenburgi uralkodók
| Portré                           | Uralkodó                                                                             | Uralkodott                            | Szülők                                                                                            | Megjegyzések |
| -------------------------------- | ------------------------------------------------------------------------------------ | ------------------------------------- | ------------------------------------------------------------------------------------------------- | --- |
| Mecklenburg (1520-ig)            |                                                                                      |                                       |                                                                                                   | |
|                                  | ...                                                                                  |                                       |                                                                                                   | |
|                                  | II. Henrik *1266 †1329. január 21. Sternberg                                         | fejedelem 1302–1329                   | I. Henrik Anastasia von Pommern                                                                   | |
|                                  | II. Albert *1318 †1379. február 18.                                                  | fejedelem 1329–1347 herceg 1347–1379  | II. Henrik Szász-wittenberg-i Anna                                                                | |
|                                  | III. Albert *1338 †1412. április 1.                                                  | herceg 1379–1412                      | II. Albert Euphemia Eriksdotter , II. Magnus svéd kiraly testvére                                 | svéd király 1363 és 1389 között |
|                                  | III. Henrik *1337 †1383. április 24. Schwerin                                        | herceg 1379–1383                      | II. Albert Euphemia Eriksdotter , II. Magnus svéd kiraly testvére                                 | |
|                                  | I. Magnus *1345 †1384. szeptember 1.                                                 | herceg 1383–1384                      | II. Albert Euphemia Eriksdotter , II. Magnus svéd kiraly testvére                                 | IV. Albrechttel együtt |
|                                  | IV. Albrecht *1363 előtt †1388. decembere                                            | herceg 1383–1388                      | III. Henrik Ingeborg, IV. Valdemár dán király lánya                                               | 1383–1384 I. Magnusszal együtt 1384–1388 IV. Jánossal együtt                                                                                |
|                                  | IV. János *1378 k. †1422. október 16. Schwerin                                       | herceg 1384–1422                      | I. Magnus Pomeránia-wolgasti Erzsébet                                                             | 1388-ig IV. Albrechttel együtt |
|                                  | V. Albrecht *1397 előtt †1423                                                        | herceg 1412–1423                      | III. Albrecht Braunschweigi Agnes                                                                 | A Rostocki Egyetem alapítoja |
|                                  | V. János *1418 k. †1442. november 1.                                                 | herceg 1422–1442                      | IV. János Szász-lauenburgi Katalin                                                                | IV. Henrikkel együtt |
|                                  | IV. Henrik *1417 †1477. március 9. Schwerin                                          | herceg 1422–1477                      | IV. János Szász-lauenburgi Katalin                                                                | 1436-ig Katalin régenssége alatt 1422-1423 V. Albrechttel együtt 1422-1442 V. Jánossal együtt                                               |
|                                  | VI. Albrecht *1438 †1483. április 27.                                                | herceg 1477–1483                      | IV. Henrik Dorottya, I. Frigyes brandenburgi választófejedelem lánya                              | II. Magnussal együtt |
|                                  | VI. Jáanos *1439 †1474 Kulmbach                                                      | herceg 1439–1472                      | IV. Henrik Dorottya, I. Frigyes brandenburgi választófejedelem lánya                              | IV. Henrikkel együtt |
|                                  | II. Magnus *1441 †1503. november 20. Wismar                                          | herceg 1477–1503                      | IV. Henrik Dorottya, I. Frigyes brandenburgi választófejedelem lánya                              | Boldizsárral és VI. Albrechttel együtt |
|                                  | Boldizsár *1451 †1507. március 6. Wismar                                             | herceg 1479–1507                      | IV. Henrik Dorottya, I. Frigyes brandenburgi választófejedelem lánya                              | 1467-ben és 1470-ben a Rostocki Egyetem rektora volt 1474–1479 schwerini püspök volt II. Magnussal, V. Henrikkel és VII. Albrechttel együtt |
|                                  | V. Henrik *1479. május 3. Schwerin †1552. március 6. Schwerin                        | herceg 1503–1520                      | II. Magnus Pomerániai Zsófia                                                                      | VII. Albrechttel együtt 1520-tól mecklenburg-schwerini herceg                                                                               |
|                                  | VII. Albrecht *1486. július 25. Wismar †1547. január 7. Schwerin                     | herceg 1503–1520                      | II. Magnus Pomerániai Zsófia                                                                      | V. Henrik együtt 1520-tól mecklenburg-güstrowi herceg                                                                                       |
| Mecklenburg-Schwerin (1520–1695) |                                                                                      |                                       |                                                                                                   | |
|                                  | V. Henrik *1479. május 3. Schwerin †1552. március 6. Schwerin                        | herceg 1520–1552                      | II. Magnus Pomerániai Zsófia                                                                      | |
|                                  | Fülöp mecklenburgi herceg *1514. szeptember 3. Schwerin †1557. január 12. Güstrow    | herceg 1552–1557                      | V. Henrik Ilona, I. Fülöp pfalzi választófejedelem lánya                                          | |
|                                  | I. János Albert *1525. december 23. Güstrow †1576. február 12. Schwerin              | herceg 1556–1576                      | VII. János Schleswig-Holstein-Gottorf-i Zsófia                                                    | 1547–1556: Mecklenburg [-Güstrow] hercege                                                                                                   |
|                                  | VII. János mecklenburgi herceg *1558. március 7. Güstrow †1592. március 22. Stargard | herceg 1576–1592                      | I. János Albert Anna Zsófia, Brandenburgi Albert lánya                                            | |
|                                  | I. Adolf Frigyes *1588. december 15. Schwerin †1658. február 27. Schwerin            | herceg 1592–1628 1631–1658            | VII. János Schleswig-Holstein-Gottorf-i Zsófia                                                    | 1608-ig gyámság alatt 1610-1621: Mecklenburg [-Güstrow] hercege is                                                                          |
|                                  | Albrecht von Wallenstein *1583. †1634.                                               | herceg 1628–1631                      |                                                                                                   | Mecklenburg [-Güstrow] és Mecklenburg [-Schwerin] hercege                                                                                   |
|                                  | I. Keresztény Lajos *1623. december 1. Schwerin †1692. június 21.. Hága              | herceg 1658–1692                      | I. Adolf Frigyes frízi Anna Mária                                                                 | I. Frigyes Vilmos nagybátya |
| Mecklenburg-Güstrow (1520–1695)  |                                                                                      |                                       |                                                                                                   | |
|                                  | VII. Albert *1486. július 25. Wismar †1547. január 5. Schwerin                       | herceg 1520–1547                      | II. Magnus Pomerániai Zsófia                                                                      | |
|                                  | I. János Albert *1525. december 23. Güstrow †1576. február 12. Schwerin              | herceg 1547–1556                      | VII. János Schleswig-Holstein-Gottorf-i Zsófia                                                    | 1556–1576: Mecklenburg [-Schwerin] hercege                                                                                                  |
|                                  | III. Ulrik *1527. március 5. Schwerin †1603. március 14. Güstrow                     | herceg 1355–1603                      | VII. Albrecht Brandenburgi Anna (1507–1567)                                                       | Mint I. Ulrik a schwerini püspökség adminisztrátora Nestor des Reichsfürstenrates                                                           |
|                                  | I. Adolf Frigyes *1588. december 15. Schwerin †1658. február 27. Schwerin            | herceg 1592–1628 1631–1658            | VII. János Schleswig-Holstein-Gottorf-i Zsófia                                                    | 1592–1628 és 1631–1658: Mecklenburg [-Schwerin] hercege is                                                                                  |
|                                  | II. János Albert *1590. május 15. Waren †1636. április 23. Güstrow                   | herceg 1611–1628 1631–1636            | VII. János Schleswig-Holstein-Gottorf-i Zsófia                                                    | I. Adolf Frigyes öccse |
|                                  | Albrecht von Wallenstein *1583. †1634.                                               | herceg 1628–1631                      |                                                                                                   | Mecklenburg [-Güstrow] és Mecklenburg [-Schwerin] hercege                                                                                   |
|                                  | Gusztáv Adolf *1633. február 26. Güstrow †1695. október 6. Güstrow                   | herceg 1636–1695                      | II. János Albert Anhalt-Bernburgi Eleonóra Mária                                                  | utolsó mecklenburg-güstrowi herceg |
| Mecklenburg-Schwerin (1701–1918) |                                                                                      |                                       |                                                                                                   | |
|                                  | I. Frigyes Vilmos *1675. március 28. Grabow †1713. július 31. Grabow                 | herceg 1692–1713                      | Mecklenburgi Frígyes, grabowi herceg Christine Wilhelmine von Hessen-Homburg                      | I. Keresztény Lajos unokaöccse |
|                                  | Károly Lipót *1678. november 26. Grabow †1747. november 28. Dömitz                   | herceg 1713–1728                      | Mecklenburgi Frígyes, grabow-i herceg Christine Wilhelmine von Hessen-Homburg                     | |
|                                  | II. Keresztyén Lajos *1683. november 15. Grabow †1756. május 30. Schwerin            | herceg 1728 – 1756                    | Mecklenburgi Frígyes, grabow-i herceg Christine Wilhelmine von Hessen-Homburg                     | |
|                                  | Frigyes *1717. november 9. Schwerin †1785. április 24. Ludwigslust                   | herceg 1756–1785                      | II. Keresztyén Lajos mecklenburg–schwerini herceg Mecklenburg–strelitzi Gustave Karoline          | |
|                                  | I. Frigyes Ferenc *1756. december 10. Schwerin †1837. február 1. Ludwigslust         | herceg 1785–1815 nagyherceg 1815–1837 | Lajos mecklenburg–schwerini trónörökös herceg Szász–Coburg–Saalfeldi Sarolta Zsófia               | |
|                                  | Pál Frigyes *1800. szeptember 15. Ludwigslust †1842. március 7. Schwerin             | nagyherceg 1837–1842                  | Frigyes Lajos mecklenburg–schwerini trónörökös herceg Jelena Pavlovna Romanova orosz nagyhercegnő | |
|                                  | II. Frigyes Ferenc *1823. február 28. Ludwigslust †1883. április 15. Schwerin        | nagyherceg 1842–1883                  | Pál Frigyes Alexandrine von Preußen                                                               | |
|                                  | III. Frigyes Ferenc *1851. április 19. Ludwigslust †1897. április 10. Cannes         | nagyherceg 1883–1897                  | II. Frigyes Ferenc Auguste Reuß zu Schleiz-Köstritz                                               | |
|                                  | IV. Frigyes Ferenc *1882. április 9. Palermo †1945. november 17. Flensburg           | nagyherceg 1897–1918                  | III. Frigyes Ferenc Anastasia, I. Miklós orosz cár unokája                                        | utolsó Mecklenburg-Schwerini nagyherceg |
| Mecklenburg-Strelitz (1701–1918) |                                                                                      |                                       |                                                                                                   | |
|                                  | II. Adolf Frigyes *1658. október 19. †1708. május 12.                                | herceg 1701–1708                      | I. Adolf Frigyes Dannenbergi Mária Katalin                                                        | |
|                                  | III. Adolf Frigyes *1686. június 7. †1752. december 11.                              | herceg 1708–1752                      | II. Adolf Frigyes Mária, Mecklenburg-Güstrowi Gusztáv Adolf leánya                                | |
|                                  | IV. Adolf Frigyes *1738. május 5. Mirow †1794. június 2. Neustrelitz                 | herceg 1752/53–1794                   | Károly, II. Adolf Frigyes fia Sachsen-Hildburghauseni Erzsébet Albertina                          | |
|                                  | II. Károly *1741. október 10. Mirow †1816. november 6. Neustrelitz                   | herceg 1794–1815 nagyherceg 1815–1816 | Károly, II. Adolf Frigyes fia Sachsen-Hildburghauseni Erzsébet Albertina                          | A tizenegy gyereké között volt Lujza, aki III. Frigyes Vilmos porosz király felesége lett                                                   |
|                                  | György *1779. augusztus 12. Hannover †1860. szeptember 6.                            | nagyherceg 1816–1860                  | II. Károly Hessen-Darmstadti Friederike                                                           | |
|                                  | II. Frigyes Vilmos *1819. október 17. Neustrelitz †1904. május 30. Neustrelitz       | nagyherceg 1860–1904                  | György Hessen-Kasseli Mária                                                                       | |
|                                  | V. Adolf Frigyes *1848. július 22. Neustrelitz †1914. június 11. Berlin              | nagyherceg 1904–1914                  | II. Frigyes Vilmos Auguste Karoline, III. György brit király unokája                              | |
|                                  | VI. Adolf Frigyes *1882. június 17. Neustrelitz †1918. február 24. Neustrelitz       | nagyherceg 1914–1918                  | V. Adolf Frigyes Anhalt-Dessaui Erzsébet                                                          | öngyilkos lett |
|                                  | IV. Frigyes Ferenc *1882. április 9. Palermo †1945. november 17. Flensburg           | kormányzó 1918–1918                   | III. Frigyes Ferenc Anasztaszija, I. Miklós orosz cár unokája                                     | utolsó Mecklenburg-Schwerini nagyherceg |

## Fordítás
- Ez a szócikk részben vagy egészben  a   Liste der mecklenburgischen Herzöge und Großherzöge című német Wikipédia-szócikk fordításán alapul.  Az eredeti cikk szerkesztőit annak laptörténete sorolja fel. Ez a jelzés csupán a megfogalmazás eredetét és a szerzői jogokat jelzi, nem szolgál a cikkben szereplő információk forrásmegjelöléseként.